# Padam
Padam – utwór muzyczny Marii Peszek z 2012 roku, napisany i wyprodukowany przez Michała „Foxa” Króla, jak i samą Peszek. Prapremiera piosenki odbyła się na antenie Programu III Polskiego Radia 7 września 2012. Wtedy też nagranie oficjalnie pojawiło się w serwisie YouTube, a 13 września zostało wydane jako pierwszy singel z płyty Jezus Maria Peszek.

## Pozycje na listach przebojów
| Lista przebojów                    | Pozycja |
| ---------------------------------- | ------- |
| Lista przebojów Programu Trzeciego | 5       |
| Szczecińska Lista Przebojów        | 32      |